# Kościół Wniebowzięcia Najświętszej Maryi Panny w Pyrzycach
Kościół Wniebowzięcia Najświętszej Maryi Panny w Pyrzycach – rzymskokatolicki kościół parafialny parafii św. Ottona w Pyrzycach. Mieści się w Pyrzycach, w województwie zachodniopomorskim. Należy do dekanatu Pyrzyckiego archidiecezji szczecińsko-kamieńskiej.

## Historia
Jest to świątynia gotycka, wybudowana w kilku fazach, wzniesiona w 2. połowie XIII wieku, a następnie przebudowywana i rozbudowana (m.in. w pierwszej połowie XIV stulecia została rozbudowana do formy pseudobazyliki o czterech przęsłach i trzech nawach z trzy- i pół-przęsłowym prezbiterium zamkniętym pięciobocznie i wieżą wzniesioną na planie kwadratu, w XV stuleciu wybudowane zostało obejście prezbiterium i kaplice obok wieży, w 1739 roku natomiast została wzniesiona nowa wieża od strony wschodniej). 
Budowla wielokrotnie była niszczona przez pożary, a następnie była odbudowywana. W 1945 roku podczas walk o miasto, świątynia została spalona i zburzona, sklepienia zawaliły się. Ocalały mury kapitalne korpusu nawowego i dolne partie wieży zachodniej. W 1948 roku ze środków przyznanych przez Ministerstwo Kultury i Sztuki została wyremontowana i oszklona nawa boczna. Dotacje państwowe lokalne władze wykorzystały na bieżące potrzeby zarówno starostwa jak i Zarządu Miejskiego, co doprowadziło do przerwania prac. Dopiero w dniu 24 stycznia 1958 roku zrujnowany kościół został przekazany parafii św. Ottona. W latach 1958–1966 świątynia została odbudowana. Pierwotnie nosiła wezwanie św. Maurycego. W 1961 roku na podstawie decyzji księdza prymasa Stefana Wyszyńskiego otrzymała obecne wezwanie.

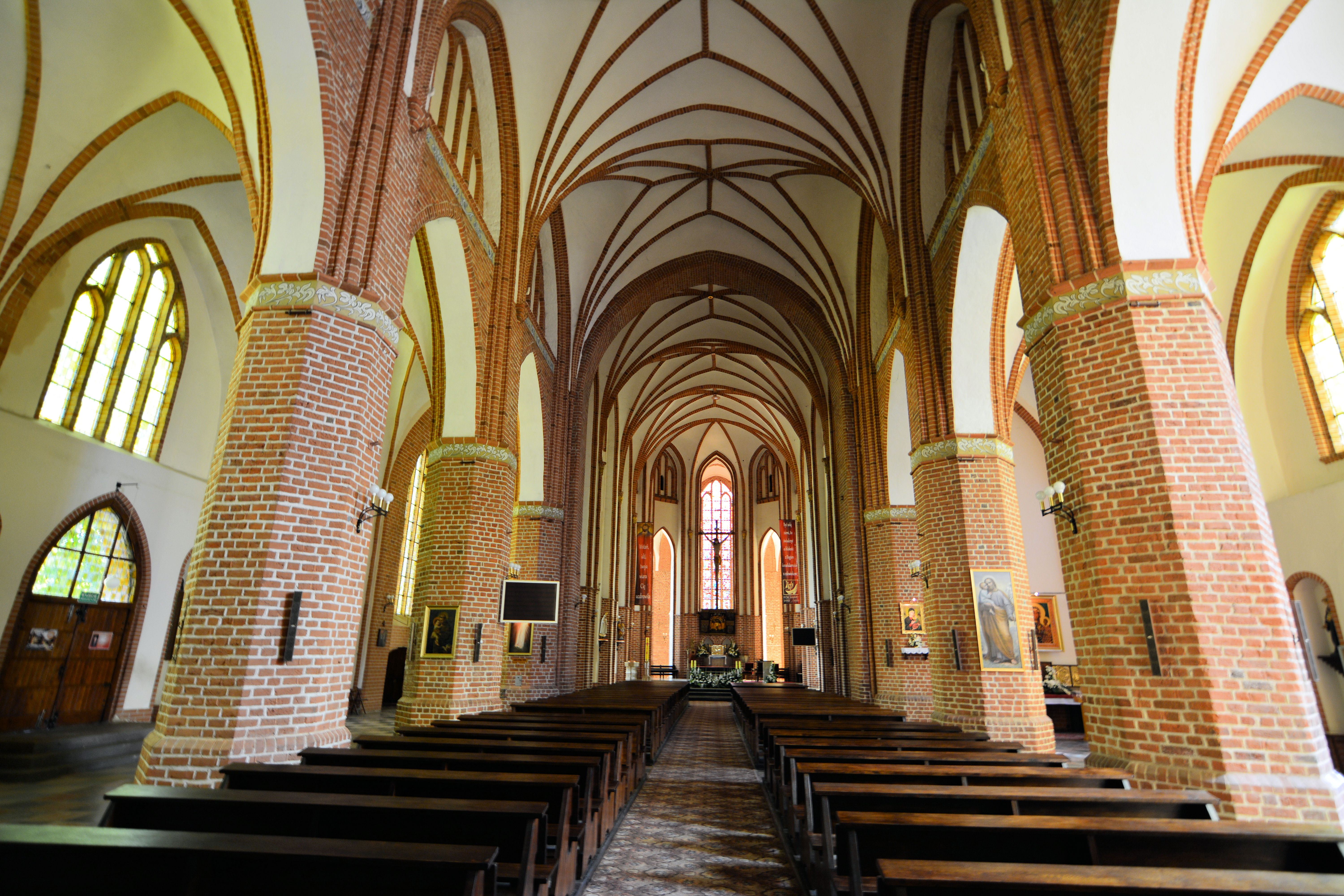
Wnętrze świątyni

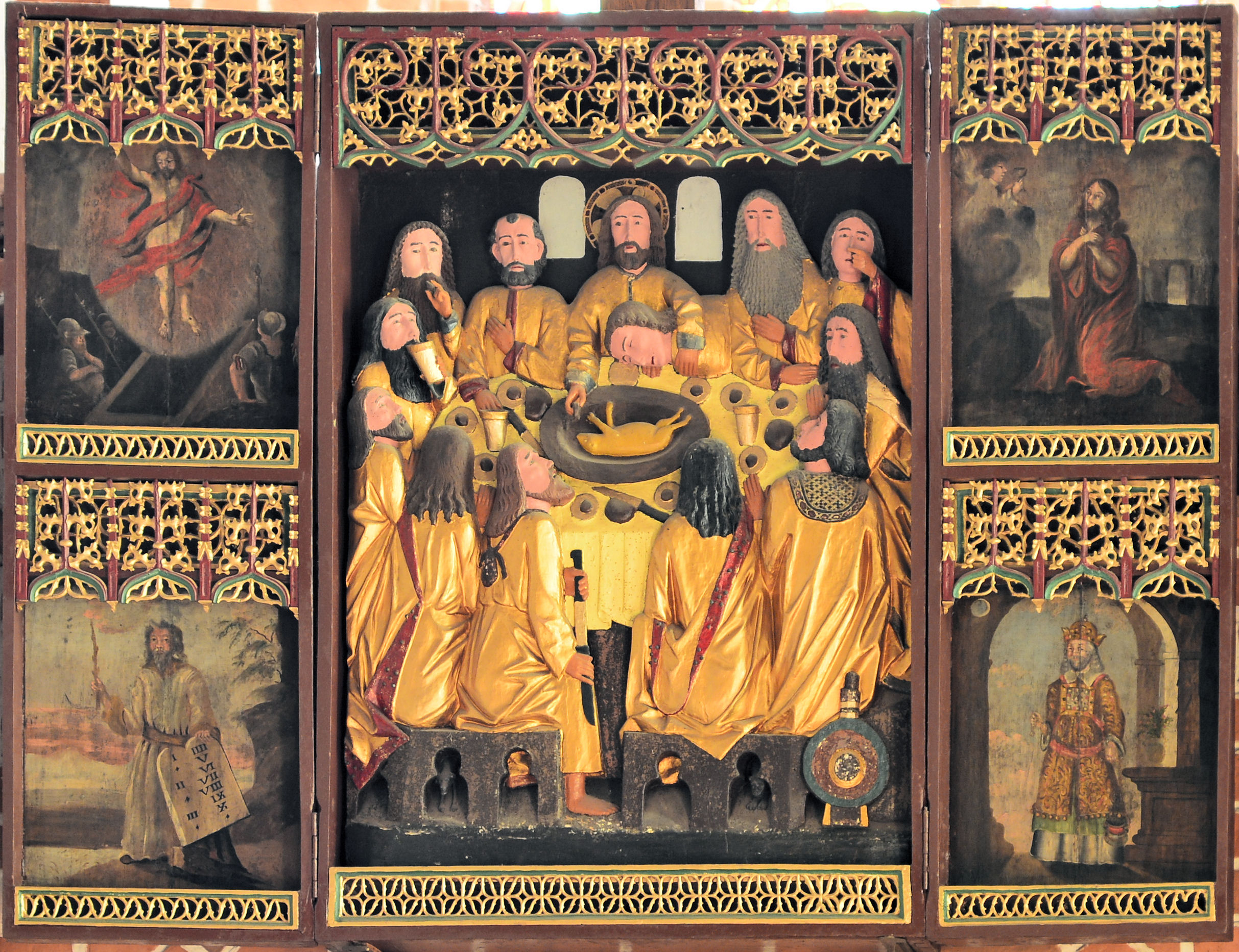
Ołtarz główny

## Architektura
Elewacje długie są podzielone przez ostrołukowe okna, portale i przypory, skrępowane gzymsem cokołowym. Otwory okienne i drzwiowe ujęte są w rozglifione obramienia, wykonane z kształtek ceramicznych. Okno przy fasadzie wschodniej jest większe od innych i zakończone jest łukiem ostrym z wysoką strzałką. W przyziemiu znajdują się wykute powtórnie dwa małe ostrołukowe okna, ujęte przez dwudzielne blendy z potrójnymi tondami z elementami dekoracji maswerkowej. Podwójne blendy, które są zakończone wimpergami, znajdują się także w licu lizen otaczających prezbiterium. Wieża posiada hełm namiotowy, posiada dekorację w postaci ostrołukowych blend, znajdujących się na kilku kondygnacjach; na najwyższej kondygnacji, nie posiadającej okien mieszczą się tarcze zegarowe. Budowla posiada wnętrze o czterech przęsłach i trzech nawach, reprezentuje typ kościoła pseudobazylikowego z trzy- i pół-przęsłowym prezbiterium, które jest otoczone przez nawę.